# Скрипівка
Скри́півка — річка в Україні, в межах Шепетівського та Полонського районів Хмельницької області. Ліва притока Хомори (басейн Прип'яті).

## Опис
Довжина 26 км, площа водозбірного басейну 117 км². Річище слабозвивисте. Споруджено кілька ставків. 

## Розташування
Скрипівка бере початок на захід від села Серединці. Тече на схід і (частково) південний схід. Впадає до Хомори біля західної околиці села Велика Березна. 
У межах Полонського району Скрипівка протікає через села Великі Каленичі та Коханівку. В місці впадіння Скрипівки в Хомору розташований орнітологічний заказник місцевого значення «Великоберезнянський».